# 莎拉·普罗克特
莎拉·普罗克特（Shara Proctor，1988年9月16日—）是一名出生于安圭拉的英国女子跳远运动员，她是英国女子跳远记录保持者。2015年8月以7.07米的成绩赢得2015年世界田径锦标赛银牌，成为首位跳过7米的英国女选手。